# Fernando Gabriel Cáceres
Fernando Gabriel Cáceres (San Isidro, província de Buenos Aires, 7 de febrer de 1969) és un futbolista argentí, avui retirat, jugador de Boca Juniors, River Plate, la selecció Argentina i la Lliga Espanyola. La matinada de l'1 de novembre de 2009 va ser atacat per uns delinqüents que van voler robar-li el cotxe. Un d'aquests li va disparar un tret i el va deixar en coma.

## Trajectòria professional
Va debutar el 1986 a la lliga del seu país de la mà d'Argentinos Juniors. En 1991 va ser transferit a River i va ser campió del futbol argentí.
En 1993 travessa l'Atlàntic al venut al Reial Saragossa, on va guanyar la Copa del Rei el 1994 i la Recopa d'Europa el 1995. Va tornar a l'Argentina el 1996 i va jugar en Boca Juniors durant el període de Carlos Bilardo.
El 1997 torna a la lliga espanyola: va passar pel València i després pel Celta de Vigo, on va jugar fins a 2004. Després d'un breu pas pel Córdoba CF, en la Segona divisióva tornar de nou al seu país.
Va jugar en Independiente fins a 2006 i després va tornar a Argentinos Juniors, on es va retirar el 2007.

## Internacional
Va jugar en la selecció argentina 24 partits oficials entre 1992 i 1997, dirigit per Alfio Basile i Daniel Passarella. El 1993 va guanyar la Copa Amèrica a l'Equador. Va integrar l'equip en Estats Units 1994, al costat de Maradona, Gabriel Batistuta i Claudio Caniggia.

## Clubs
| Club               | Lliga     | Any       |
| ------------------ | --------- | --------- |
| Argentinos Juniors | Argentina | 1986-1991 |
| River Plate        | Argentina | 1991-1993 |
| Reial Saragossa    | Espanyola | 1993-1996 |
| Boca Juniors       | Argentina | 1996      |
| Valencia           | Espanyola | 1997-1998 |
| Celta de Vigo      | Espanyola | 1998-2004 |
| Córdoba            | Espanyola | 2004      |
| Independiente      | Argentina | 2005-2006 |
| Argentinos Juniors | Argentina | 2006-2007 |

## Títols
- 1985. Selecció Sub-17. Copa Amèrica Sub-17.
- 1991. River Plate. Torneig Apertura.
- 1993. Selecció Argentina. Copa Amèrica.
- 1994. Real Zaragoza. Copa del Rei.
- 1995. Real Zaragoza. Recopa d'Europa.